# España en los Juegos Olímpicos de Río de Janeiro 2016
España estuvo representada en los Juegos Olímpicos de Río de Janeiro 2016 por un total de 306 deportistas (163 hombres y 143 mujeres) que participaron en 25 deportes; conformando así la delegación más grande entre los países de habla hispana y la undécima de todos los países participantes. Responsable del equipo olímpico fue el Comité Olímpico Español (COE), así como las federaciones deportivas nacionales de cada deporte con participación.
El portador de la bandera en la ceremonia de apertura fue el tenista Rafael Nadal. Para la ceremonia de clausura fue nombrado el marchador Jesús Ángel García Bragado, el deportista español con el mayor número de participaciones olímpicas, siete en total.
El equipo español obtuvo en total 17 medallas, 7 de oro, 4 de plata y 6 de bronce, confirmando así la segunda mejor participación nacional en unos Juegos, por el número de oros, tras la de Barcelona 1992. Del total de medallas 9 fueron femeninas y 8 masculinas. En el medallero total de los Juegos, España quedó en la posición 14.ª (8.ª entre los países europeos y primera entre los países hispanohablantes).

## Medallistas
|                                            |
| Mireia Belmonte, natación (200 m mariposa) |

|                                               |
| Maialen Chourraut, piragüismo en eslalon (K1) |

|                                                     |
| Rafael Nadal y Marc López, tenis (dobles masculino) |

|                                     |
| Marcus Walz, piragüismo (K1 1000 m) |

|                                                       |
| Saúl Craviotto y Cristian Toro, piragüismo (K2 200 m) |

|                                                 |
| Carolina Marín, bádminton (individual femenino) |

|                                          |
| Ruth Beitia, atletismo (salto de altura) |

El equipo olímpico español obtuvo durante los Juegos las siguientes medallas:
| Nombre                                                                       | Deporte               | Competición            | Fecha        |
| ---------------------------------------------------------------------------- | --------------------- | ---------------------- | ------------ |
| Oro                                                                          |                       |                        |              |
| Ruth Beitia                                                                  | Atletismo             | Salto de altura        | 20 de agosto |
| Carolina Marín                                                               | Bádminton             | Individual femenino    | 19 de agosto |
| Mireia Belmonte                                                              | Natación              | 200 m mariposa         | 10 de agosto |
| Marcus Walz                                                                  | Piragüismo            | K1 1000 m              | 16 de agosto |
| Saúl Craviotto Cristian Toro                                                 | Piragüismo            | K2 200 m               | 18 de agosto |
| Maialen Chourraut                                                            | Piragüismo en eslalon | K1                     | 11 de agosto |
| Marc López Rafael Nadal                                                      | Tenis                 | Dobles masculino       | 12 de agosto |
| Plata                                                                        |                       |                        |              |
| Orlando Ortega                                                               | Atletismo             | 110 m vallas           | 16 de agosto |
| Equipo                                                                       | Baloncesto            | Torneo femenino        | 20 de agosto |
| Sandra Aguilar Artemi Gavezou Elena López Lourdes Mohedano Alejandra Quereda | Gimnasia rítmica      | Concurso por conjuntos | 21 de agosto |
| Eva Calvo                                                                    | Taekwondo             | –57 kg                 | 18 de agosto |
| Bronce                                                                       |                       |                        |              |
| Equipo                                                                       | Baloncesto            | Torneo masculino       | 21 de agosto |
| Carlos Coloma                                                                | Ciclismo de montaña   | Campo a través         | 21 de agosto |
| Lidia Valentín                                                               | Halterofilia          | 75 kg                  | 12 de agosto |
| Mireia Belmonte                                                              | Natación              | 400 m estilos          | 6 de agosto  |
| Saúl Craviotto                                                               | Piragüismo            | K1 200 m               | 20 de agosto |
| Joel González                                                                | Taekwondo             | –68 kg                 | 18 de agosto |

### Por deporte
| Evento              | Oro | Plata | Bronce | Total |
| ------------------- | --- | ----- | ------ | ----- |
| Atletismo           | 1   | 1     | 0      | 2     |
| Bádminton           | 1   | 0     | 0      | 1     |
| Baloncesto          | 0   | 1     | 1      | 2     |
| Ciclismo de montaña | 0   | 0     | 1      | 1     |
| Gimnasia rítmica    | 0   | 1     | 0      | 1     |
| Halterofilia        | 0   | 0     | 1      | 1     |
| Natación            | 1   | 0     | 1      | 2     |
| Piragüismo          | 3   | 0     | 1      | 4     |
| Taekwondo           | 0   | 1     | 1      | 2     |
| Tenis               | 1   | 0     | 0      | 1     |
| TOTAL               | 7   | 4     | 6      | 17    |

## Diplomas olímpicos
En total se consiguieron 38 diplomas olímpicos en diversos deportes, de estos 6 correspondieron a diploma de cuarto puesto, 14 de quinto, 4 de sexto, 6 de séptimo y 8 de octavo.
| Nombre | Deporte               | Competición            | Fecha        |
| --- | --------------------- | ---------------------- | ------------ |
| 4.° |                       |                        |              |
| Jonathan Castroviejo                                                                                                   | Ciclismo en ruta      | Contrarreloj           | 10 de agosto |
| Mireia Belmonte | Natación              | 800 m libres           | 12 de agosto |
| Alfonso Benavides | Piragüismo            | C1 200 m               | 18 de agosto |
| Rafael Nadal | Tenis                 | Individual             | 14 de agosto |
| Fátima Gálvez | Tiro                  | Foso                   | 7 de agosto  |
| Berta Betanzos Támara Echegoyen                                                                                        | Vela                  | 49er FX                | 18 de agosto |
| 5.° |                       |                        |              |
| Samuel Carmona | Boxeo                 | Minimosca (49 kg)      | 10 de agosto |
| Joaquim Rodríguez | Ciclismo en ruta      | Ruta                   | 6 de agosto  |
| Rafael Cabrera-Bello                                                                                                   | Golf                  | Torneo masculino       | 14 de agosto |
| Severo Jurado (Lorenzo)                                                                                                | Hípica                | Doma individual        | 15 de agosto |
| Equipo | Hockey hierba         | Torneo masculino       | 14 de agosto |
| María Bernabéu | Judo                  | –70 kg                 | 10 de agosto |
| Óscar Carrera Rodrigo Germade Javier Hernanz Íñigo Peña                                                                | Piragüismo            | K4 1000 m              | 20 de agosto |
| Ona Carbonell Gemma Mengual                                                                                            | Natación sincronizada | Dúo                    | 16 de agosto |
| Jesús Tortosa | Taekwondo             | –58 kg                 | 17 de agosto |
| Roberto Bautista David Ferrer                                                                                          | Tenis                 | Dobles masculino       | 9 de agosto  |
| Garbiñe Muguruza Carla Suárez                                                                                          | Tenis                 | Dobles                 | 11 de agosto |
| Roberto Bautista | Tenis                 | Individual             | 12 de agosto |
| Marina Alabau | Vela                  | RS:X                   | 14 de agosto |
| Equipo | Waterpolo             | Torneo femenino        | 19 de agosto |
| 6.° |                       |                        |              |
| Equipo | Balonmano             | Torneo femenino        | 16 de agosto |
| María Teresa Portela                                                                                                   | Piragüismo            | K1 200 m               | 16 de agosto |
| Anna Boada Aina Cid | Remo                  | Dos sin timonel (W2-)  | 12 de agosto |
| Sonia Franquet | Tiro                  | Pistola 10 m           | 7 de agosto  |
| 7.° |                       |                        |              |
| David Bustos | Atletismo             | 1500 m                 | 20 de agosto |
| Tania Calvo Helena Casas                                                                                               | Ciclismo en pista     | Velocidad por equipos  | 12 de agosto |
| Andrés Mata | Halterofilia          | 77 kg                  | 10 de agosto |
| Claudio Castilla (Alcaide) Beatriz Ferrer-Salat (Delgado) Severo Jurado (Lorenzo) José Daniel Martín Dockx (Grandioso) | Hípica                | Doma por equipos       | 11 de agosto |
| Equipo | Rugby 7               | Torneo femenino        | 8 de agosto  |
| Equipo | Waterpolo             | Torneo masculino       | 20 de agosto |
| 8.° |                       |                        |              |
| Beatriz Pascual | Atletismo             | 20 km marcha           | 19 de agosto |
| Ion Izagirre | Ciclismo en ruta      | Contrarreloj           | 10 de agosto |
| Carolina Rodríguez | Gimnasia rítmica      | Concurso completo ind. | 20 de agosto |
| Sergio García | Golf                  | Torneo masculino       | 14 de agosto |
| Equipo | Hockey hierba         | Torneo femenino        | 15 de agosto |
| Joan Lluís Pons | Natación              | 400 m estilos          | 6 de agosto  |
| Ander Elosegi | Piragüismo en eslalon | C1                     | 9 de agosto  |
| Mario Mola | Triatlón              | Individual             | 18 de agosto |

## Participantes por deporte
De los 28 deportes que el COI reconoce en los Juegos Olímpicos de Verano, se contó con representación española en 25 deportes (en fútbol, esgrima y pentatlón moderno no se obtuvo la clasificación).
| N.º | Deporte                        | H   | M   | T   |
| 1   | Atletismo                      | 30  | 18  | 48  |
| 2   | Bádminton                      | 1   | 1   | 2   |
| 3   | Baloncesto                     | 12  | 12  | 24  |
| 4   | Balonmano                      | 0   | 14  | 14  |
| 5   | Boxeo                          | 2   | 0   | 2   |
| 6   | Ciclismo en ruta               | 5   | 1   | 6   |
| 6   | Ciclismo en pista              | 1   | 2   | 3   |
| 6   | Ciclismo de montaña            | 3   | 0   | 3   |
| 6   | Ciclismo BMX                   | 0   | 0   | 0   |
| 7   | Esgrima                        | 0   | 0   | 0   |
| 8   | Fútbol                         | 0   | 0   | 0   |
| 9   | Gimnasia artística             | 2   | 1   | 3   |
| 9   | Gimnasia rítmica               | –   | 6   | 6   |
| 9   | Gimnasia en trampolín          | 0   | 0   | 0   |
| 10  | Golf                           | 2   | 2   | 4   |
| 11  | Halterofilia                   | 3   | 1   | 4   |
| 12  | Hípica                         | 7   | 2   | 9   |
| 13  | Hockey sobre hierba            | 16  | 16  | 32  |
| 14  | Judo                           | 2   | 3   | 5   |
| 15  | Lucha                          | 1   | 0   | 1   |
| 16  | Natación                       | 13  | 10  | 23  |
| 16  | Natación en aguas abiertas     | 0   | 1   | 1   |
| 16  | Natación sincronizada          | –   | 2   | 2   |
| 16  | Saltos                         | 0   | 0   | 0   |
| 16  | Waterpolo                      | 13  | 13  | 26  |
| 17  | Pentatlón moderno              | 0   | 0   | 0   |
| 18  | Piragüismo en aguas tranquilas | 8   | 1   | 9   |
| 18  | Piragüismo en eslalon          | 1   | 1   | 2   |
| 19  | Remo                           | 2   | 2   | 4   |
| 20  | Rugby 7                        | 12  | 12  | 24  |
| 21  | Taekwondo                      | 2   | 1   | 3   |
| 22  | Tenis                          | 5   | 4   | 9   |
| 23  | Tenis de mesa                  | 1   | 2   | 3   |
| 24  | Tiro                           | 4   | 2   | 6   |
| 25  | Tiro con arco                  | 3   | 1   | 4   |
| 26  | Triatlón                       | 3   | 3   | 6   |
| 27  | Vela                           | 7   | 7   | 14  |
| 28  | Voleibol                       | 0   | 0   | 0   |
| 28  | Vóley playa                    | 2   | 2   | 4   |
|     | TOTAL                          | 163 | 143 | 306 |

## Deportistas clasificados
En total el equipo español estuvo compuesto por 306 deportistas (163 hombres y 143 mujeres), conformando así la cuarta participación más grande en la historia olímpica nacional (tras Barcelona 1992 con 430 deportistas, Sídney 2000 con 323 y Atenas 2004  con 317), y el 11.º equipo más numeroso en estos Juegos.

### Atletismo
Masculino
- Bruno Hortelano (100[27] y 200 m)
- Kevin López (800 m)
- Daniel Andújar (800 m)
- Álvaro de Arriba (800 m)
- Adel Mechaal (1500 y 5000 m)
- David Bustos (1500 m)
- Ilias Fifa (5000 m)
- Antonio Abadía (5000 m)
- Yidiel Contreras (110 m vallas)
- Orlando Ortega (110 m vallas)
- Sergio Fernández (400 m vallas)
- Fernando Carro (3000 m obstáculos)
- Sebastián Martos (3000 m obstáculos)
- Abdelaziz Merzougui (3000 m obstáculos)
- Jean Marie Okutu (salto de longitud)
- Pablo Torrijos (triple salto)
- Borja Vivas (peso)
- Carlos Tobalina (peso)
- Lois Maikel Martínez (disco)
- Frank Casañas (disco)
- Javier Cienfuegos (martillo)
- Pau Tonnesen (decatlón)
- Miguel Ángel López (20 y 50 km marcha)
- Álvaro Martín (20 km marcha)
- Francisco Arcilla (20 km marcha)
- Jesús Ángel García (50 km marcha)
- José Ignacio Díaz (50 km marcha)
- Javier Guerra[28] (maratón)
- Carles Castillejo (maratón)
- Jesús España (maratón)

Femenino
- Estela García (200 m)
- Aauri Bokesa (400 m)
- Esther Guerrero (800 m)
- Trihas Gebre (10 000 m)
- Caridad Jerez (100 m vallas)
- Diana Martín (3000 m obstáculos)
- Ruth Beitia (salto de altura)
- María del Mar Jover (salto de longitud)
- Juliet Itoya (salto de longitud)
- Concepción Montaner (salto de longitud)
- Patricia Sarrapio (triple salto)
- Sabina Asenjo (disco)
- Raquel González Campos (20 km marcha)
- Júlia Takács (20 km marcha)
- Beatriz Pascual (20 km marcha)
- Estela Navascués (maratón)
- Alessandra Aguilar (maratón)
- Azucena Díaz[29] (maratón)

### Bádminton
- Carolina Marín
- Pablo Abián

### Baloncesto
- Equipo masculino[n 3] (12 jugadores)
- Equipo femenino[n 2] (12 jugadoras)

### Balonmano
- Equipo femenino[n 6] (14 jugadoras)

### Boxeo
- Samuel Carmona (minimosca 46-49 kg)
- Youba Sissokho (wélter 69 kg)

### Ciclismo

#### Ciclismo en ruta
- Alejandro Valverde (ruta)
- Joaquim Rodríguez (ruta)
- Imanol Erviti (ruta)
- Ion Izagirre (ruta y contrarreloj)
- Jonathan Castroviejo (ruta y contrarreloj)
- Ane Santesteban (ruta)

#### Ciclismo en pista
- Tania Calvo (velocidad individual y por equipos, keirin)
- Helena Casas (velocidad individual y por equipos, keirin)
- Juan Peralta (velocidad individual)

#### Ciclismo de montaña
- Carlos Coloma Nicolás
- José Antonio Hermida
- David Valero Serrano

### Gimnasia

#### Gimnasia artística
- Rayderley Zapata Santana
- Néstor Abad
- Ana Pérez Campos

#### Gimnasia rítmica
- Carolina Rodríguez (individual)
- Sandra Aguilar (conjuntos)
- Artemi Gavezou (conjuntos)
- Elena López (conjuntos)
- Lourdes Mohedano (conjuntos)
- Alejandra Quereda (conjuntos)

### Golf
- Sergio García Fernández
- Rafael Cabrera-Bello
- Carlota Ciganda
- Azahara Muñoz

### Halterofilia
- Josué Brachi García (56 kg)
- David Sánchez López (69 kg)
- Andrés Mata Pérez (77 kg)
- Lidia Valentín Pérez (75 kg)

### Hípica

#### Doma
- Beatriz Ferrer-Salat (Delgado)
- Severo Jurado (Lorenzo)
- José Daniel Martín Dockx (Grandioso)
- Claudio Castilla (Alcaide)

#### Saltos
- Eduardo Álvarez Aznar (Rokfeller de Pleville Bois Margot)
- Sergio Álvarez Moya (Carlo 273)
- Pilar Cordón Muro (Gribouille du Lys)
- Manuel Fernández Saro (U Watch)

#### Concurso completo
- Albert Hermoso Farràs (Hito CP)

### Hockey sobre hierba
- Equipo masculino[n 4] (16 jugadores)
- Equipo femenino[30][n 9] (16 jugadoras)

### Judo
- Julia Figueroa (−48 kg)
- Laura Gómez (−52 kg)
- María Bernabéu (−70 kg)
- Francisco Garrigós (−60 kg)
- Sugoi Uriarte (−66 kg)

### Lucha
- Taimuraz Friev (libre 74 kg)

### Natación

#### Piscina
Masculino
- Antonio Arroyo (1500 m libre)
- Miguel Durán (400 m y 4 × 200 m libre)
- Marc Sánchez (4 × 200 y 1500 m libre)
- Hugo González (100 y 200 m espalda)
- Carlos Peralta (200 m mariposa)
- Joan Lluís Pons (400 m estilos)
- Eduardo Solaeche (200 m estilos)
- Víctor Martín (4 × 200 m libre)
- Albert Puig (4 × 200 m libre)
- Markel Alberdi (4 × 100 m libre)
- Miguel Ortiz-Cañavate (4 × 100 m libre)
- Bruno Ortiz-Cañavate (4 × 100 m libre)
- Aitor Martínez (4 × 100 m libre)

Femenino
- Melani Costa (200 y 400 m libre y 4 × 100 y 4 × 200 m libre)
- María Vilas (800 m libre y 400 m estilos)
- Mireia Belmonte (400 y 800 m libre, 200 m mariposa, 200 y 400 m estilos y 4 × 200 m libre[31])
- África Zamorano (200 m espalda, 200 m estilos y 4 x 200 m libre[31])
- Duane Da Rocha (100 y 200 m espalda)
- Jessica Vall (100 y 200 m braza)
- Judit Ignacio (100 y 200 m mariposa)
- Marta González (4 × 100 m libre)
- Fátima Gallardo (4 × 100 y 4 × 200 m libre)
- Patricia Castro (200 m, 4 × 100 y 4 × 200 m libre)

#### Aguas abiertas
- Erika Villaécija (10 km)

#### Natación sincronizada
- Gemma Mengual (dúo)
- Ona Carbonell (dúo)

### Piragüismo

#### Aguas tranquilas
- Teresa Portela Rivas (K1 200 m)
- Javier Hernanz (K4 1000 m)
- Rodrigo Germade (K4 1000 m)
- Óscar Carrera (K4 1000 m)
- Íñigo Peña (K4 1000 m)
- Saúl Craviotto (K1 200 m y K2 200 m)
- Cristian Toro (K2 200 m)
- Marcus Walz (K1 1000 m)
- Alfonso Benavides (C1 200 m)

#### Eslalon
- Maialen Chourraut (K1)
- Ander Elosegi (C1)

### Remo
- Álex Sigurbjörnsson (M2-)
- Pau Vela Maggi (M2-)
- Anna Boada (W2-)
- Aina Cid (W2-)

### Rugby 7
- Equipo masculino[n 11] (12 jugadores)
- Equipo femenino.[n 7] (12 jugadoras)

### Taekwondo
- Eva Calvo (−57 kg)
- Jesús Tortosa (−58 kg)
- Joel González (−68 kg)

### Tenis
- Rafael Nadal (individual, dobles y dobles mixto)
- David Ferrer (individual, dobles y dobles mixto)
- Roberto Bautista (individual y dobles)
- Albert Ramos (individual)
- Marc López (dobles)
- Garbiñe Muguruza (individual, dobles y dobles mixto)
- Carla Suárez (individual, dobles y dobles mixto)
- Anabel Medina (dobles)
- Arantxa Parra (dobles)

### Tenis de mesa
- Zhiwen He
- Yanfei Shen
- Galia Dvorak

### Tiro
- Sonia Franquet (pistola 10 m y 25 m)
- Fátima Gálvez (foso)
- Jorge Llames (pistola rápida de fuego 25 m)
- Alberto Fernández (foso)
- Pablo Carrera (pistola 10 m y 50 m)
- Jorge Díaz (rifle 10 m)

### Tiro con arco
- Miguel Alvariño (individual y equipos)
- Antonio Fernández (individual y equipos)
- Juan Ignacio Rodríguez (individual y equipos)
- Adriana Martín (individual)

### Triatlón
- Javier Gómez Noya[32]
- Mario Mola
- Fernando Alarza
- Vicente Hernández[33]
- Ainhoa Murua
- Carolina Routier
- Míriam Casillas

### Vela
- Marina Alabau (RS:X)
- Iván Pastor (RS:X)
- Jordi Xammar (470)
- Joan Herp (470)
- Diego Botín (49er)
- Iago López (49er)
- Tamara Echegoyen (49erFX)
- Berta Betanzos (49erFX)
- Joaquín Blanco (Laser)
- Fernando Echavarri (Nacra 17)
- Tara Pacheco (Nacra 17)
- Bárbara Cornudella (470)
- Sara López (470)
- Alicia Cebrián (Laser Radial)

### Voleibol

#### Vóley playa
- Pablo Herrera
- Adrián Gavira
- Liliana Fernández
- Elsa Baquerizo

### Waterpolo
- Equipo masculino[n 8] (13 jugadores)
- Equipo femenino[n 5] (13 jugadoras)